# Santa Faç de Lucca
|  | Per a altres significats, vegeu «Santa Faç (desambiguació)». |

La Santa Faç de Lucca (Volto Santo di Lucca en italià) és un Crist Majestat de fusta tallada i policromada que es troba col·locat en un templet construït per Matteo Civitali l'any 1484, en la nau esquerra de la catedral de Lucca. Segons una llegenda medieval va ser esculpit per aquell Sant Nicodem que, en companyia de Josep d'Arimatea, va dipositar Jesús en el sepulcre. Des de l'edat mitjana és objecte d'una àmplia i arrelada devoció popular.
La seva datació oscil·la entre els segles xi i xiii, sense que s'hagi arribat a una conclusió únanimement acceptada pels historiadors. Una de les hipòtesis el relaciona amb el bisbat, entre 1060 i 1070, d'Anselmo da Baggio. En qualsevol cas, el seu estil no presenta cap relació amb l'escultura italiana coetània. També la seva iconografia resulta singular i excepcional. Vista la particularitat iconogràfica del Crist vestit, imatge molt rara a Occident però molt difosa a Orient, es creu que probablement aquesta imatge prové d'aquesta última àrea, tal vegada de l'àmbit siri, atès que vesteix el colobium, una indumentària d'aquella zona geogràfica.
El mateix model iconogràfic del Volto santo es troba a la Santa Majestat de Caldes de Montbui i, més simplificat (com a Crist crucificat vestit amb túnica llarga), a les majestats romàniques catalanes (com ara la Majestat Batlló del MNAC). També el trobem reproduït en una escultura de grans dimensions conservada al Museu Frederic Marès de Barcelona

## La llegenda

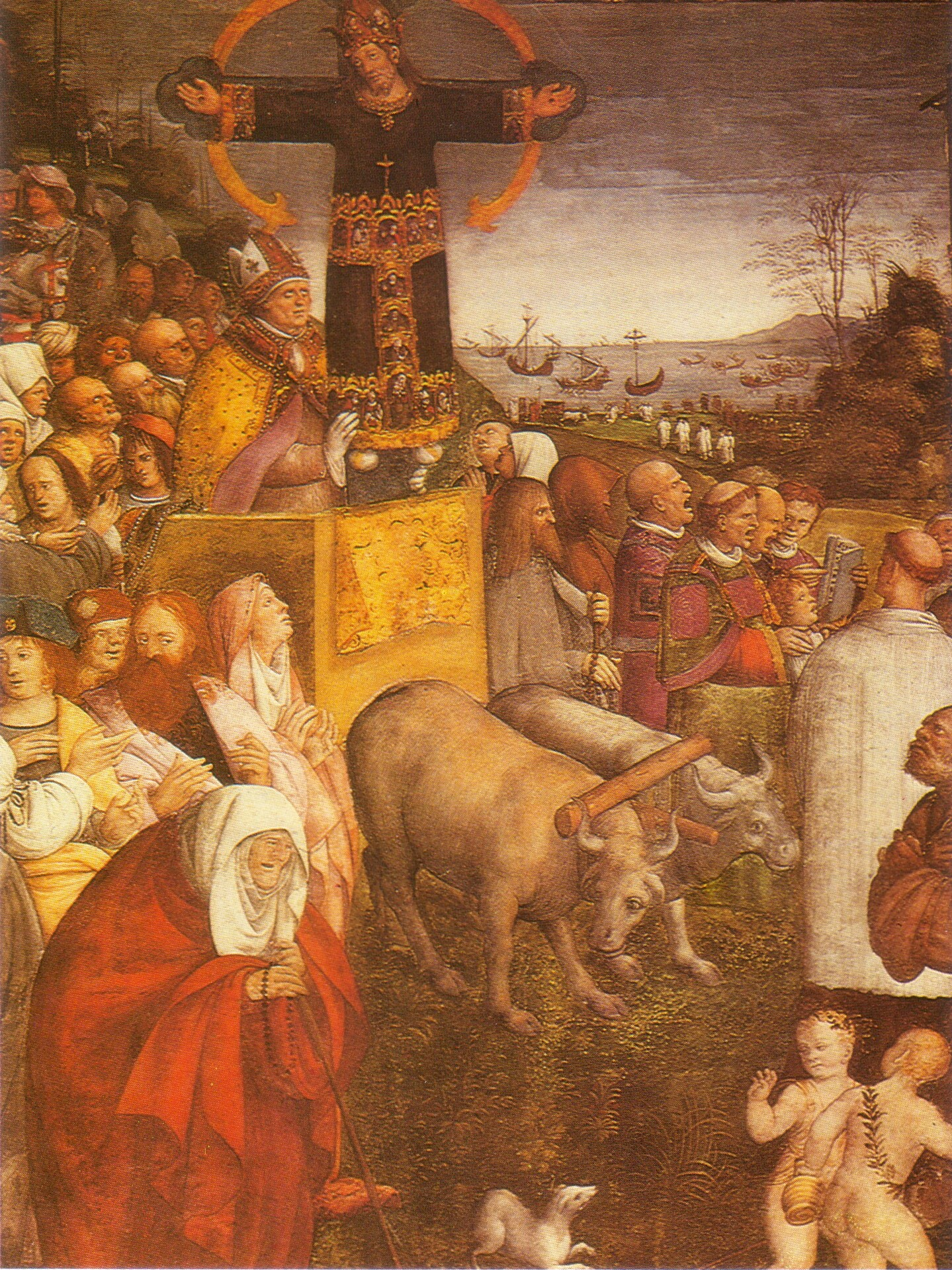
El trasllat de la Santa Faç de Lucca, fresc d'Amico Aspertini (c. 1508)

Una versió llegendària de la història de l'estàtua afirma que va ser esculpida per Nicodem, un dels protagonistes del davallament de la creu de Jesús. Per no ser un escultor expert, no hauria estat capaç de donar a la cara la forma desitjada. Cansat i desil·lusionat, es va adormir sense haver acabat el treball; però en despertar l'hauria trobat miraculosament acabada per la mà d'un àngel.
La llegenda afegeix que l'obra hauria aparegut en 742 en una embarcació freturosa de tripulació, abandonada en el Mar Tirrè, fins que va arribar l'entrada del port de Luni. La nau hauria resistit les temptatives d'abordatge per part dels habitants de Luni, fins que va arribar espontàniament després de l'exhortació del bisbe de Lucca, Joan I, qui mentrestant havia acudit a la zona després d'haver estat avisat per un somni de la presència de la nau de la Santa Faç. Una vegada a terra, el crucifix va ser reclamat per Luni i Lucca, però altres senyals divins van voler que fóra conduït a Lucca i finalment els habitants de Luni es van veure obligats a renunciar a la possessió de la relíquia.

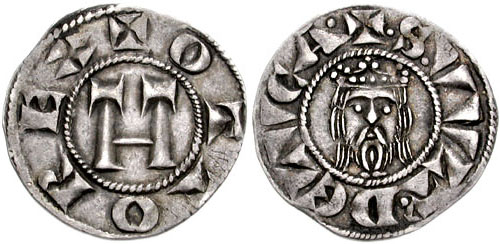
Una moneda de Lucca del amb la Santa Faç